# Jay McShann

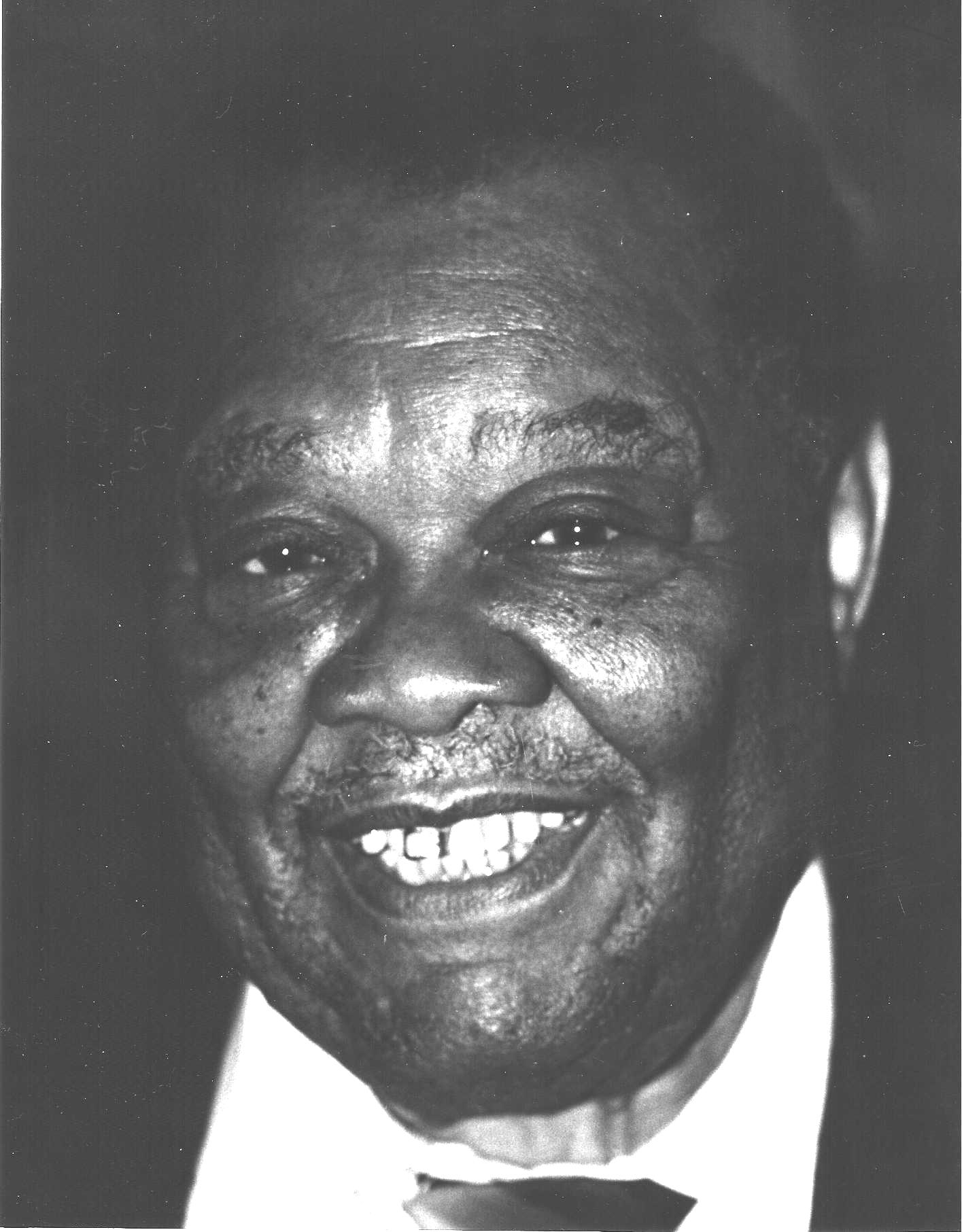
Jay McShann um 1995

Jay McShann, eigentlich James Columbus McShann,  auch als Hootie McShann bekannt,  (* 12. Januar 1916 in  Muskogee,  Oklahoma; † 7. Dezember 2006 in Kansas City, Missouri) war ein US-amerikanischer Blues- und Swing-Pianist, Bandleader und Sänger.

## Leben
McShann hatte sich als Kind selbst das Pianospielen beigebracht. Er begann 1931 in der Gegend um Tulsa, Oklahoma bei Al Dennie und im benachbarten Arkansas als Profimusiker zu arbeiten. 1936 zog er nach Kansas City in Missouri, wo er in der Band von Buster Smith spielte und 1939 seine eigene Big Band gründete, in der Gene Ramey, Gus Johnson, Bernard Anderson, die Sänger Al Hibbler und Walter Brown sowie Charlie Parker (1937 bis 1941, damals noch Teenager) spielten. Sie spielten sowohl Blues als auch Swing, doch nahmen sie überwiegend Blues-Stücke auf. Ihre bekannteste Aufnahme war Confessin’ The Blues. Parker konnte sich in McShanns Band zu einem profilierten Saxophonisten entwickeln. 1944 löste sich die Band auf, als McShann seinen Militärdienst antreten musste, kam jedoch nach seiner Entlassung im gleichen Jahr für kurze Zeit wieder zusammen. Neben seiner regulären Band spielte McShann im Trio mit Gene Ramey und Gus Johnson Ende April 1941 für Decca den Song Confessin’ the Blues ein; Sänger war Walter Brown. Er erreichte Rang 24 der Billboard Top 30. Erst im Juli 1943 gelang ihn mit seinem Orchester und dem Bandsänger Al Hibbler ein weiterer Hit mit Get Me on Your Mind (#18). Es war auch der einzige Hit, bei dem Charlie Parker mitwirkte, der allerdings nicht mit einem Solo zu hören war.
In der zweiten Hälfte der 1940er Jahre hatte McShann kleinere Bands. Er lebte jetzt in Los Angeles. 1945 begann er mit Jimmy Witherspoon zusammenzuarbeiten und Aufnahmen zu machen. Danach geriet er zunehmend in Vergessenheit. 1948 ging er nach Los Angeles, wo er eine kleine Band gründete, und 1958 wieder nach Kansas City.
1969 wurde Jay McShann wiederentdeckt und genoss seitdem erhebliche Popularität als Sänger und Pianist. Beim Montreux Jazz Festival 1974 gab er nicht nur ein Solokonzert, sondern trat auch im Duo mit Roland Hanna und mit Helen Humes auf. Seine CD Going to Kansas City wurde für einen Grammy, allerdings in der Kategorie „Traditioneller Blues“, nominiert. McShann ist auch in dem von Clint Eastwood gedrehten Dokumentarfilm The Blues zu erleben. Der 3. März 1979 wurde vom Gouverneur von Missouri zum „Jay McShann Day“ erklärt. Neben vielen weiteren Ehrungen erhielt McShann 1987 die NEA Jazz Masters Fellowship des National Endowment for the Arts.
Jay McShann starb 2006 neunzigjährig in Kansas City.

## Sammlung
- The Complete Master Jazz Piano Series mit Earl Hines, Claude Hopkins, Cliff Jackson, Keith Dunham, Sonny White, Jay McShann, Teddy Wilson, Cliff Smalls, Sir Charles Thompson, Gloria Hearn & Ram Ramirez – (1969–1974) – (Mosaic – 1990) – 6 LPs oder 4 CDs

## Auszeichnungen
- 1988 wurde Jay McShann in die Blues Hall of Fame aufgenommen.
- 1996 erhielt er den Pioneer Award der Rhythm and Blues Foundation.

## Filme
- Hootie Blues, 1978, Dokumentarfilm
- The Last of the Blue Devils, 1980, Dokumentation über den Jazz in Kansas City

## Diskografie
| - 1954 Jay McShann - 1966 McShann’s Piano - 1967 Kansas City on My Mind - 1969 Roll ’Em - 1969 Confessin’ the Blues - 1969 New York: 1208 Miles - 1971 The Big Apple Bash - 1972 Going to Kansas City - 1973 Kansas City Memories - 1974 Vine Street Boogie - 1976 Crazy Legs and Friday Strut - 1977 After Hours - 1978 Kansas City Hustle - 1979 A Tribute to Fats Waller - 1980 Tuxedo Junction - 1982 Swingmatism - 1983 Just a Lucky So and So - 1985 Airmail Special | - 1989 At Cafe Des Copains - 1989 Paris All-Star Blues: A Tribute to Charlie Parker - 1990 Blue Pianos (mit Axel Zwingenberger) - 1992 The Missouri Connection - 1992 Some Blues - 1996 Marian McPartland’s Piano Jazz with Guest Jay McShann - 1996 Warm - 1996 Piano Playhouse - 1997 Hootie’s Jumpin' Blues - 1998 Havin’ Fun - 1998 My Baby with the Black Dress On - 1999 The Last of the Blue Devils - 1999 Still Jumpin’ the Blues - 2000 Hootie! - 2001 Earliest Bird - 2003 Goin’ to Kansas City - 2005 Solos & Duets - 2006 Hootie’s Blues |